# Thủy điện Theun Hinboun

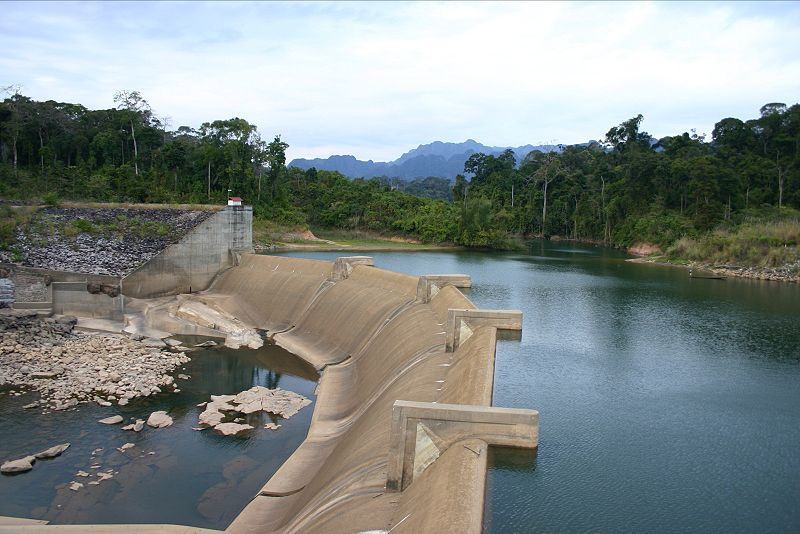
Đập tạo hồ nước của nhà máy thủy điện Theun Hinboun.

Nhà máy thủy điện Theun Hinboun là một nhà máy thủy điện nổi tiếng tại tỉnh Borikhamxay, CHDCND Lào, thuộc nhóm các công trình đầu tiên .
Đập tạo hồ nước được hoàn thành vào năm 1998, cao 25 mét, gần Ban Keng Bit ở thượng nguồn Nam Theun (hay Nam Kading), là một nhánh của sông Mê Kông. Nhà máy chuyển hướng nước bằng đường hầm theo hướng gần như bắc-nam, qua (núi) Phou Hai 682 m, sang Nam Hinboun từ đó đổ vào sông Mekong.
Nhà máy thủy điện đặt ở Ban Nahin 18°12′19″B 104°32′12″Đ / 18,205325°B 104,536769°Đ, cung cấp 220 MW, trong đó 210 MW được xuất khẩu sang Thái Lan. Công ty điều hành là Công ty Điện lực Theun Hinboun .

## Theun Hinboun mở rộng
Theun Hinboun mở rộng là bậc trên của thủy điện Theun Hinboun. Theun Hinboun mở rộng có công trình đập và nhà máy đặt trên dòng Nam Gnouang (hay Nam Nhoang) tại ban Vangxouay muang Khamkeuth .18°17′33″B 104°38′06″Đ / 18,292569°B 104,63487°Đ
Nam Nhoang là phụ lưu của Nam Theun. Hồ mở rộng làm tăng đáng kể lượng nước trữ cho phát điện.
Theun Hinboun mở rộng đưa lại công suất 60 MW tại đập Nam Nhoang, và tăng thêm 220 MW cho nhà máy chính Theun Hinboun. Tông công suất mà dự án mở rộng mang lại là 280 MW .

## Những chỉ trích
Dự án này được một số người nước ngoài, trong đó có tổ chức Sông ngòi Quốc tế, xem là gây hại cho cuộc sống của cư dân hạ nguồn hơn là mang lại lợi ích cho họ .
Tuy nhiên ở Lào thì kinh tế chưa phát triển, thủy điện Theun Hinboun gần như là điểm sáng đầu tiên. Do mật độ dân cư cực thấp (trung bình 22 người/km²), dọc Nam Kading chủ yếu là vùng núi không có dân, lưu vực chuyển hướng chỉ chiếm 30% lưu vực Nam Theun, diện tích hồ hẹp, nên nhà máy Theun Hinboun không gây tác động nào đáng kể. Ngoài ra một số cánh đồng lúa vốn chỉ làm một vụ dựa theo nước mưa, nay có điện năng để bơm nước để cấy trồng 2 vụ.
Điều chỉ trích phần nào đúng cho dự án mở rộng là Nam Theun 2, có lượng cư dân bị ảnh hưởng lớn hơn.